# Даххаев, Муслим Магомедович
Муслим Магомедович Даххаев  (род. 10 апреля 1962, с. Новокули, Новолакский район, Дагестанская АССР, РСФСР, СССР) — советский и российский деятель органов внутренних дел и исполнения наказаний. 
Начальник Управления ФСИН России по Республике Дагестан с 9 сентября 2011 по 2 августа 2017. Начальник Главного управления ФСИН России по Ростовской области с 5 июля 2018 по 2020 (исполняющий обязанности с 2 августа 2017 по 5 июля 2018). Генерал-майор внутренней службы (2012).

## Биография
Родился 10 апреля 1962 в селении Новокули Новолакского района Дагестанской АССР, в семье уроженцев селения Кули Магомеда и Аминат Даххаевых. По национальности лакец.
В 1995 окончил Ставропольский юридический институт МВД России.
С 1980 по 1982 проходил срочную службу в рядах Вооружённых сил СССР.
С 1983 — в органах внутренних дел, служил в ОВД Новолакского района. В 1999 был начальником Новолакского РОВД.
Во время вторжения на территорию Дагестана боевиков, РОВД Новолакского района оказалось в окружении. В результате умелого руководства и проявленного личного мужества, Даххаеву удалось вывести милиционеров РОВД и бойцов Липецкого ОМОНа из окружения.
В сентябре 2005 назначен исполняющим обязанности начальника Управления ФСИН России по Республике Дагестан.
С 9 сентября 2011 по 2 августа 2017 — начальник Упрпвления ФСИН России по Республике Дагестан.
Указом Президента Российской Федерации от 13 декабря 2012 присвоено специальное звание «генерал-майор внутренней службы».
С 2 августа 2017 по 5 июля 2018 — исполняющий обязанности, с 5 июля 2018 по 2020 — начальник Главного управления ФСИН России по Ростовской области.
13 ноября 2019 был задержан по подозрению в разглашении государственной тайны.

## Покушение

###### 11 ноября 2004 года
В 2004 спецподразделения МВД Дагестана во главе с Муслимом Даххаевым (на тот момент — заместитель министра внутренних дел по Республике Дагестан) взяли штурмом квартиру, в которой находился главарь банды боевиков Расул Маккашарипов. По прибытии к месту спецоперации по сотрудникам МВД был открыт огонь. Старший сержант ОМОНа Зейфулла Алиахмедов погиб на месте, Муслим Даххаев был тяжело ранен в бедро.

###### 13 октября 2011 года
Вечером, 13 октября 2011 по пути домой, Даххаев вместе с охраной были атакованы преступниками, которые предварительно инсценировали ДТП на улице Заманова. Именно там располагается здание ФСИН России по Республике Дагестан, откуда выезжал Муслим Даххаев.
Инсценировка произошла следующим образом: как только кортеж с Даххаевым выехал из ворот здания управления, в Mercedes врезалась Toyota Camry. Из-за того, что улица, на которой произошло ДТП, довольно узкая,  столкнувшиеся машины ее полностью перекрыли. После происшествия водитель полковника вышел из салона и, подойдя к Toyota Camry, вступил в диалог с шофером и предложил ему оформить аварию. Однако мужчина на Toyota вступил в спор, после чего в диалог пришлось вмешаться лично Муслиму Даххаеву. Едва тот покинул броневик, началась стрельба сразу из нескольких автоматов. В последствии с места происшествия было изъято 27 гильз калибра 5,45 миллиметра.
Муслим Даххаев, в прошлом возглавлявший  спецотряд быстрого реагирования МВД, успел укрыться от пуль и продолжать ответный огонь уже из укрытия, как и охрана главы УФСИН. Столкнувшись с ожесточенным сопротивлением, боевики скрылись с места происшествия. Один из них, отходя, бросил две гранаты-«хаттабки» в полицейских, дежуривших рядом на посту. От данных взрывов никто не пострадал.
По итогу Муслим Даххаев получил ранение кисти левой руки, его же водитель с огнестрельными ранениями лица и левого бедра был госпитализирован.

## Общественная деятельность
Во время службы уделял внимание общественной жизни, делая особый акцент на мероприятиях, посвященных детям. Например, 26 декабря 2013 сотрудники УФСИН Дагестана организовали новогодний праздник для воспитанников школы-интерната для детей-сирот и детей, оставшихся без попечения родителей. А 31 января 2014, по приглашению директора Новокулинской школы № 2 Сагират Ахмедовой, Даххаев посетил данную школу, где наградил денежными премиями местных школьников.
А 5 сентября 2019 к 20-й  годовщине освобождения Новолакского района от международных террористов, в которой особенно отличился сам Даххаев, была проведена встреча с вдовами и родственниками сотрудников ОМВД России по Новолакскому району, погибших при исполнении служебного долга.
Также Даххаев неоднократно проводил инспекции колоний и инициировал общение с заключенными с целью проверки условий их содержания. Так в июне 2015 года генерал-майор посетил исправительную колонию №2, где осуществил обход всех зон учреждения, а также провел прием осужденных по личным вопросам и дал им разъяснения по условиям отбывания наказания в исправительных учреждениях.

## Привлечение к уголовной ответственности

###### Обвинение в разглашении гостайны
13 ноября 2019 Ленинский районный суд Ростова-на Дону санкционировал арест Даххаева по уголовному делу, по обвинению в разглашении государственной тайны (ст. 283 УК РФ).
2 октября 2020 Ростовский областной суд признал его виновным по ч. 1 ст. 283 УК РФ (Разглашение сведений, составляющих государственную тайну, лицом, которому она была доверена или стала известна по службе) и приговорил к лишению свободы на два года, с отбыванием наказания в колонии-поселении.
Свою вину Муслим Магомедович не признал, его защита несколько раз выступала с обжалованием приговора суда.

###### Обвинение в превышении должностных полномочий
5 ноября 2020 года в отношении  Муслима Даххаева возбудили новое уголовное дело по злоупотреблению должностными полномочиями (ст. 285 УК РФ). Однако суд не согласился с квалификацией обвинения, предъявленного подсудимому, и признал его виновным не в злоупотреблении должностными полномочиями, а в превышении должностных полномочий.
С учетом положительных характеристик обвиняемого, его состояния здоровья, наличия ведомственных и государственных наград, путем частичного сложения наказания (с учетом приговора Ростовского областного суда), суд приговорил Муслима Даххаева к двум годам и восьми месяцам колонии-поселения. Но с учетом уже отбытого на тот момент наказанием, времени, проведенного под стражей и домашним арестом, суд освободил его от отбывания наказания по приговору в связи с его отбытием.

## Награды и звания
Государственные
- Орден Мужества (25 октября 1999)[25]

Ведомственные
- Медаль «За безупречную службу» I, II, III степеней
- Именное огнестрельное оружие от директора ФСИН России (2006)

Региональные
- Народный герой Дагестана
- Медаль «За проявленное мужество» (12 сентября 2024, Дагестан) — за содействие в укреплении государственной безопасности, мужество, отвагу и самоотверженность, проявленные при защите территории Республики Дагестан от международных бандформирований в 1999 году[26]